# Oberster Gerichtshof des Vereinigten Königreichs

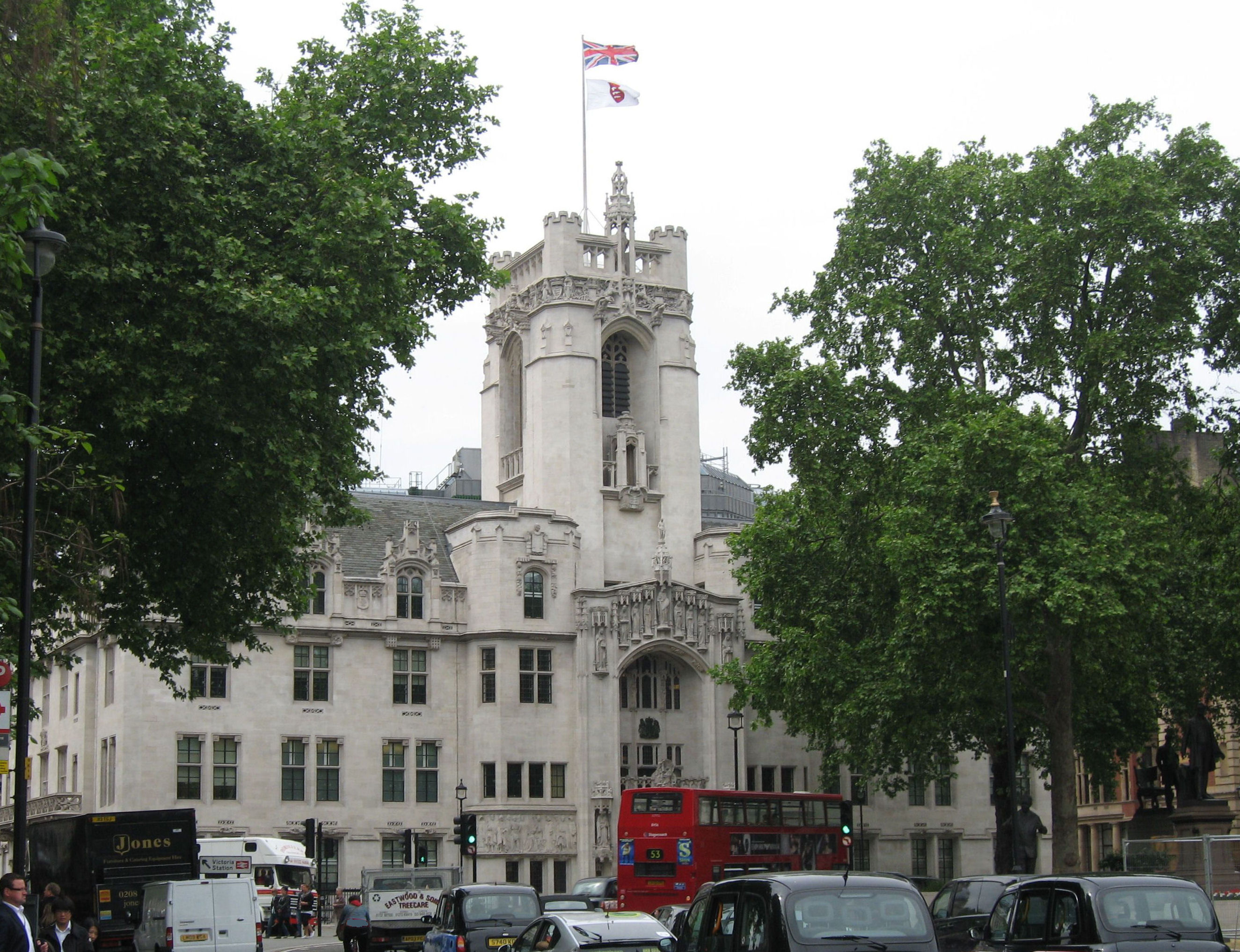
Der Oberste Gerichtshof des Vereinigten Königreichs ist in der Middlesex Guildhall in London untergebracht

Der Oberste Gerichtshof des Vereinigten Königreichs (englisch Supreme Court of the United Kingdom) ist seit dem 1. Oktober 2009 das höchste Gericht im Vereinigten Königreich.

## Geschichte
Der Gerichtshof wurde durch das Verfassungsreformgesetz 2005 (Constitutional Reform Act 2005) neu geschaffen. Auf ihn wurden die rechtsprechenden Funktionen des britischen Oberhauses (House of Lords) als oberstes Berufungsgericht übertragen. Der dafür bislang zuständige Berufungsausschuss des Oberhauses (Appellate Committee of The House of Lords) fiel im Gegenzug gänzlich weg, seit der Gerichtshof am 1. Oktober 2009 seine Arbeit aufnahm.
Die von New Labour ab 2003 vorangetriebene Reform war kontrovers diskutiert worden. Für eine Reform sprach das Prinzip der Gewaltenteilung, da das House of Lords zuvor sowohl rechtsprechende Gewalt (Judikative) als auch gesetzgebende Gewalt (Legislative) ausübte. Auch die richterliche Unabhängigkeit der Lordrichter wurde ins Feld geführt, denn sie müssten gegebenenfalls die Vereinbarkeit von Gesetzen mit Europäischem Recht prüfen, über die sie selbst zuvor im Gesetzgebungsverfahren abgestimmt hätten. Gegen eine Reform war angeführt worden, das traditionelle System habe sich bewährt, es habe über eine sehr lange Zeit hinweg gut und kosteneffizient funktioniert.
Am 24. Januar 2017 urteilte der Gerichtshof, dass Premierministerin Theresa May ihre Brexit-Pläne dem Parlament vorlegen muss, bevor der Austritt aus der EU beginnen kann. Am 24. September 2019 entschied das Gericht, dass die fünf Wochen dauernde Vertagung des Parlaments durch Premierminister Boris Johnson „ungesetzlich, null und nichtig“ (unlawful, null and of no effect) war.

## Zuständigkeit
Der Gerichtshof ist die oberste gerichtliche Instanz in Zivilsachen für das gesamte Vereinigte Königreich. In Strafsachen ist er oberstes Gericht für England, Wales und Nordirland; in Schottland bleibt der High Court of Justiciary das höchste Strafgericht.
Darüber hinaus wurden dem Gerichtshof einige verfassungsrechtliche Zuständigkeiten übertragen, die bislang das Judicial Committee of the Privy Council ausfüllte. Er ist zuständig für Kompetenzstreitigkeiten zwischen den drei Regionalregierungen (Nordirland, Schottland und Wales) und der britischen Regierung. Solche Streitigkeiten betreffen zumeist Verstöße gegen die Europäische Menschenrechtskonvention, die durch den Human Rights Act 1998 und durch die britische Dezentralisierungsgesetzgebung Eingang in das nationale Recht gefunden hat. Der Rechtsprechungsausschuss des Privy Council wurde allerdings nicht abgeschafft; ihm verbleibt weiterhin die Funktion eines obersten Berufungsgerichtes für die britischen Überseegebiete und für einige Staaten des Commonwealth, die kein eigenes oberstes Gericht haben.

## Richter
Der Gerichtshof besteht aus zwölf Richtern. Am Anfang übernahmen die bisherigen Lordrichter diese Positionen. Daneben behielten sie ihren Sitz im Oberhaus.
Scheidet ein Richter aus dem Amt, ernennt der König den Nachfolger auf Vorschlag des Premierministers. Den Vorschlag bestimmt der Lordkanzler (Lord Chancellor) im Zusammenwirken mit einer Auswahlkommission. Ihr gehören der Präsident und der Vizepräsident des Gerichtshofs an sowie jeweils ein Mitglied der drei Richterauswahlkommissionen für England und Wales, für Schottland und für Nordirland.
Wählbar ist, wer mindestens zwei Jahre ein hohes gerichtliches Amt bekleidet oder 15 Jahre als Jurist gearbeitet hat. Die Auswahl hat nach Eignung zu erfolgen; dabei müssen im Gericht die verschiedenen Rechtsordnungen des Vereinigten Königreichs repräsentiert sein. Die Amtszeit der Richter des Gerichtshofs endet spätestens an dem Tag, an dem sie das 75. (von 1993 bis 2022: das 70.) Lebensjahr vollenden, es sei denn, sie würden durch übereinstimmenden Beschluss beider Kammern des Parlaments schon vorher abberufen. Anders als die bisherigen Lordrichter werden sie nicht Mitglieder im House of Lords, haben aber auf Grund eines Königlichen Erlasses vom 10. Dezember 2010 Anspruch auf den Höflichkeitstitel Lord oder Lady.
Das Gehalt der Richter wird regelmäßig von einem unabhängigen Gremium neu festgesetzt und beträgt im Jahr 2022 etwa 231.000 Pfund Sterling jährlich.
| Name                               | Lebensdaten   | Beginn der Amtszeit | Ende der Amtszeit | Alma Mater                                                                               |
| ---------------------------------- | ------------- | ------------------- | ----------------- | ---------------------------------------------------------------------------------------- |
| Lord Reed of Allermuir (Präsident) | 7. Sep. 1956  | 6. Feb. 2012        | 7. Sep. 2031      | University of Edinburgh Balliol College, Oxford                                          |
| Lord Hodge (Vizepräsident)         | 19. Mai 1953  | 1. Okt. 2013        | 19. Mai 2028      | Corpus Christi College, Cambridge University of Edinburgh                                |
| Lord Lloyd-Jones                   | 13. Jan. 1952 | 2. Okt. 2017        | 13. Jan. 2027     | Downing College, Cambridge                                                               |
| Lord Briggs of Westbourne          | 23. Dez. 1954 | 2. Okt. 2017        | 23. Dez. 2029     | Magdalen College, Oxford                                                                 |
| Lord Sales                         | 11. Feb. 1962 | 11. Jan. 2019       | 11. Feb. 2037     | Churchill College, Cambridge                                                             |
| Lord Hamblen of Kersey             | 23. Sep. 1957 | 13. Jan. 2020       | 23. Sep. 2032     | St John’s College (Oxford) Harvard Law School                                            |
| Lord Leggatt                       | 12. Nov. 1957 | 21. Apr. 2020       | 12. Nov. 2032     | King’s College, Cambridge Harvard University City Law School, City, University of London |
| Lord Burrows                       | 17. Apr. 1957 | 2. Juni 2020        | 27. Apr. 2032     | Brasenose College, Oxford Harvard Law School                                             |
| Lord Stephens of Creevyloughgare   | 28. Dez. 1954 | 1. Okt. 2020        | 28. Dez. 2029     | University of Manchester                                                                 |
| Lady Rose of Colmworth             | 13. Apr. 1960 | 13. Apr. 2021       | 13. Apr. 2035     | Newnham College, Cambridge Brasenose College, Oxford                                     |
| Lord Richards of Camberwell        | 9. Juni 1951  | 3. Okt. 2022        | 9. Juni 2026      | Trinity College, Cambridge                                                               |
| Lady Simler                        | 17. Sep. 1963 | 14. Nov. 2023       | 17. Sep. 2038     | Sidney Sussex College, Cambridge Universiteit van Amsterdam                              |

| Name                              | Lebensdaten                  | Beginn der Amtszeit | Ende der Amtszeit | Alma Mater                                           |
| --------------------------------- | ---------------------------- | ------------------- | ----------------- | ---------------------------------------------------- |
| Lord Saville of Newdigate         | 20. März 1936                | 1. Okt. 2009        | 30. Sep. 2010     | Brasenose College, Oxford                            |
| Lord Collins of Mapesbury         | 7. Mai 1941                  | 1. Okt. 2009        | 7. Mai 2011       | Downing College, Cambridge Columbia Law School       |
| Lord Rodger of Earlsferry         | 18. Sep. 1944                | 1. Okt. 2009        | 26. Juni 2011     | University of Glasgow New College, Oxford            |
| Lord Brown of Eaton-under-Heywood | 9. Apr. 1937 † 7. Juli 2023  | 1. Okt. 2009        | 9. Apr. 2012      | Worcester College, Oxford                            |
| Lord Phillips of Worth Matravers  | 21. Jan. 1938                | 1. Okt. 2009        | 30. Sep. 2012     | King’s College, Cambridge                            |
| Lord Dyson                        | 31. Juli 1943                | 13. Apr. 2010       | 1. Okt. 2012      | Wadham College, Oxford                               |
| Lord Walker of Gestingthorpe      | 17. März 1938                | 1. Okt. 2009        | 17. März 2013     | Trinity College, Cambridge                           |
| Lord Hope of Craighead            | 27. Juni 1938                | 1. Okt. 2009        | 26. Juni 2013     | St John’s College, Cambridge University of Edinburgh |
| Lord Toulson                      | 23. Sep. 1946                | 9. Apr. 2013        | 22. Sep. 2016     | Jesus College, Cambridge                             |
| Lord Neuberger of Abbotsbury      | 10. Jan. 1948                | 1. Okt. 2012        | 4. Sep. 2017      | Christ Church, Oxford                                |
| Lord Clarke of Stone-cum-Ebony    | 13. Mai 1943                 | 1. Okt. 2009        | 30. Sep. 2017     | King’s College, Cambridge                            |
| Lord Mance                        | 6. Juni 1943                 | 1. Okt. 2009        | 6. Juni 2018      | University College, Oxford                           |
| Lord Hughes of Ombersley          | 11. Aug. 1948                | 9. Apr. 2013        | 11. Aug. 2018     | Van Mildert College, University of Durham            |
| Lord Sumption                     | 9. Dez. 1948                 | 11. Jan. 2012       | 9. Dez. 2018      | Magdalen College, Oxford                             |
| Lady Hale of Richmond             | 31. Jan. 1945                | 1. Okt. 2009        | 11. Jan. 2020     | Girton College, Cambridge                            |
| Lord Carnwath of Notting Hill     | 15. März 1945                | 17. Apr. 2012       | 15. März 2020     | Trinity College, Cambridge                           |
| Lord Wilson of Culworth           | 9. Mai 1945                  | 26. Mai 2011        | 9. Mai 2020       | Worcester College, Oxford                            |
| Lord Kerr of Tonaghmore           | 22. Feb. 1948 † 1. Dez. 2020 | 1. Okt. 2009        | 1. Dez. 2020      | Queen’s University Belfast                           |
| Lady Black of Derwent             | 1. Juni 1954                 | 2. Okt. 2017        | 21. Jan. 2021     | Trevelyan College, University of Durham              |
| Lady Arden of Heswall             | 23. Jan. 1947                | 1. Okt. 2018        | 24. Jan. 2022     | Girton College, Cambridge Harvard Law School         |
| Lord Kitchin                      | 30. Apr. 1955                | 1. Okt. 2018        | 29. Sep. 2023     | Fitzwilliam College, Cambridge                       |

## Gebäude
Der Gerichtshof ist im ehemaligen Rathaus der aufgelösten Grafschaft Middlesex, der Middlesex Guildhall, am Parliament Square im Zentrum von London untergebracht. Die Renovierungen wurden im Oktober 2009 abgeschlossen.